# Revólver (banda)
Revólver —rotulado en ocasiones como RevólveЯ— es un grupo musical español fundado y liderado por el músico y compositor Carlos Goñi. Tras su marcha de Comité Cisne en 1988, Goñi firmó con Warner Music un contrato discográfico bajo el cual comenzó a publicar trabajos con el rock americano como base musical. A pesar de mantener una formación primaria integrada por Rafael Pico, Sergio Roger y Jorge Lario en los álbumes Revólver y Si no hubiera que correr, Goñi planteó Revólver desde su inicio como un proyecto personal a modo de seudónimo bajo el que ocultar su nombre personal.
Con la publicación de Básico, el primero en España basado en el formato MTV Unplugged de la cadena estadounidense, Revólver obtuvo un mayor éxito a nivel nacional al alcanzar el primer puesto en la lista de los 40 Principales con temas como «Dentro de ti» y «Si es tan solo amor». La publicación de El Dorado y Calle Mayor a mediados de la década de 1990 consolidaron a Goñi como un compositor de éxito nacional comprometido en la denuncia de desigualdades sociales como la discriminación racial.
Tras publicar un segundo básico, Goñi retomó su trabajo en Revólver con la publicación de Sur en 2000 y obtuvo un nuevo número uno en los 40 Principales con la canción «San Pedro». A lo largo de sus siguientes trabajos —8:30 a.m. (2002), Mestizo (2004) y 21 gramos (2008)— alternó la denuncia social con periodos más reflexivos e introspectivos, y mantuvo el nivel de ventas de sus anteriores trabajos. Su trabajo de estudio más reciente, Capitol, fue publicado en 2017. Su último álbum en directo es "Básico IV", grabado en el Teatro Circo Price de Madrid en 2019. Ha vendido más de 1.500.000 discos. Muchas de sus canciones, han acompañado a más de una generación, convirtiéndose en temas míticos. Algunos de ellos, podría ser: "El roce de tu piel", "Si es tan sólo amor", "El Dorado", "Calle Mayor", "San Pedro",  "Odio", "Faro de Lisboa",  "Tu noche y la mía", "Sara", "El peligro" o "Mestizo".

## Historia

### Comienzos y grabación deBásico(1988—1993)
El músico Carlos Goñi abandonó el grupo valenciano Comité Cisne tras un intento por tomar el control del grupo, dada la confrontación de estilos entre Goñi y José Luis Macías: mientras el primero apostaba por un sonido afín al rock americano, Macías fue partidario de un mayor acercamiento a la música británica. Al no producirse un consenso, Goñi abandonó el grupo y formó Revólver junto a Rafael Picó.
A comienzos de 1989, Iñigo Zabala, director de Warner Music y antiguo componente de La Unión, fichó a Revólver para la compañía con vistas a grabar un primer álbum. El debut del grupo, titulado Revólver, se grabó en los Estudios Mediterráneo de Ibiza y obtuvo una escasa repercusión mediática. Según comentó Goñi: «Ese disco muestra por primera vez mis verdaderas intenciones musicales. Es un disco que bebe de Bryan Adams, Bob Seger, Tom Petty, el sonido de la Costa Oeste... mucho rock americano en definitiva y ni el más mínimo rastro del rock inglés de mi anterior experiencia». Sin embargo, el sonido contó con la desaprobación del propio Goñi, que criticó el trabajo de Fernando Sancho como productor musical.
En su siguiente trabajo, Si no hubiera que correr, Goñi volvió a contar con la colaboración de Rafael Pico, Sergio Roger y Jorge Lario, que grabaron el álbum en diversos estudios de Londres, Zúrich y Madrid. El disco, producido por Keith Bessey, enfocó el sonido de Revólver hacia el rock americano en temas como «Días de vino y rosas» y «Si no hubiera que correr», y obtuvo un mayor éxito comercial que su predecesor, con cerca de 20 000 copias vendidas con una promoción orientada al ámbito local.
Goñi promocionó Si no hubiera que correr con una gira de conciertos en formato acústico en pequeños locales, que obtuvieron un mayor respaldo del público. Según comentó el propio Goñi: «Creció exponencialmente. Pero la gira eléctrica no crecía igual, crecían los acústicos. Fue un choque brutal, porque empiezas a pensar qué interesa más. Lo que sí sabía es que en los conciertos que tenía que tocar yo solo con la acústica cada vez me lo pasaba mejor y me resultaba muy bonito soltar mi historia. Y aprendes a hablar, a manejar la situación y que la gente participe». La gira culminó en una propuesta de la emisora de radio 40 Principales para grabar el primer unplugged en España, siguiendo el formato de los conciertos MTV Unplugged de la cadena estadounidense.
Tras varias semanas de ensayos bajo la dirección musical del guitarrista John Parsons y con Mick Glossop como productor musical, Goñi grabó Básico en abril de 1993 en los estudios Cinearte de Madrid. El álbum, que Goñi definió como «el disco que más formó mi carácter» y que contó con la participación de invitados como Soledad Giménez, antigua vocalista de Presuntos Implicados, José Manuel Casany, de Seguridad Social y Rafa Sánchez, de La Unión, consolidó a Revólver en el panorama musical español con canciones como «El roce de tu piel», «Dentro de ti» y «Si es tan solo amor», que alcanzaron el primer puesto en la lista de los 40 Principales.

### Consolidación conEldoradoyCalle Mayor(1994—1997)
Tras el éxito de Básico, Carlos Goñi emprendió una gira a nivel nacional con más de 200 conciertos en año y medio. A diferencia de su anterior gira acústica en locales pequeños, realizó conciertos en eléctrico con el respaldo de una banda y con un público cada vez más amplio. Pocos meses después de finalizar la gira, comenzó a grabar su siguiente trabajo, El Dorado en los estudios El Cortijo de Marbella con el respaldo de Mick Glossop como productor musical. La fuerte influencia del músico estadounidense Bruce Springsteen en el sonido de canciones como «El Dorado», «Por un beso» y «Esperando mi tren» hizo que algunos medios de comunicación comenzaran a llamarle el «Bruce Springsteen español». Según comentó Goñi: «Con Eldorado me la jugué. Era un álbum que me debía a mí mismo. En su momento se me reprochó que sonara demasiado parecido a Springsteen, lo cual puede resultar gracioso si tenemos en cuenta que Oasis suena demasiado parecido a The Beatles y la crítica británica les ha calificado como el mejor grupo de pop de la década. Bruce Springsteen ha sido una figura capital para mí, y hacer un disco inspirado en su estilo era algo vital». Sin embargo, El Dorado incluyó también géneros musicales que comenzaron a suscitar el interés de Goñi como el tex-mex en «Por un beso» y nuevamente el rock americano en «No va más», que alcanzó el número uno en la lista de los 40 Principales.
Durante la década, Goñi comenzó a escribir canciones con un trasfondo más autobiográfico tales como «El Dorado», en la que relata la historia de sus padres persiguiendo sus sueños en detrimento de la educación de su hijo, un tema frecuente a lo largo de su carrera también presente en canciones como «El canal» y «Cuando todo va bien», del álbum 21 gramos. Según el propio Goñi: ««El Dorado» tiene una intrahistoria muy curiosa. La mayor parte de la gente entendió que la canción decía que mis padres se ocuparon de mí, y no, la letra dice justamente lo contrario: mis padres se ocuparon tanto de perseguir su El Dorado que me dejaron colgado». Además, a partir de la grabación de Calle Mayor, profundizó en la denuncia social y creó numerosas canciones críticas con temas recurrentes como el racismo —«Calle Mayor», «Rodrigo y Teresa», «Mestizo» y «Manos arriba», entre otras—, la violencia de género —«Lo que Ana ve»—, la guerra —«Una guerra feliz»—, la telebasura —«Planeta Prozac»— y el desastre del Prestige —«Olas muertas»—.
Tras promocionar El Dorado, Goñi se trasladó a Los Ángeles (California) para grabar su quinto álbum, Calle Mayor, publicado en otoño de 1996. El álbum, que el propio Goñi definió como «técnicamente, el mejor disco de Revólver: suena distinto a todo», contó con la colaboración de músicos extranjeros como Roy Bittan, teclista de The E Street Band, y del batería Kenny Aronoff, así como con la producción de Mick Glossop. Durante la época, Goñi sufrió cambios personales que repercutieron en su forma de componer, con una mayor percepción del exterior a partir de Calle Mayor. Según sus propias palabras: «En este disco hay canciones con otra manera de escribir, más dura. Era lo que me salía en ese momento. Estaba más combativo y más perceptivo. Un familiar me dijo que uno empieza a escribir bien por fuera cuando está bien por dentro, y Calle Mayor es un disco tremendamente externo». Tras su publicación, Promusicae certificó el álbum como disco de platino.
Tras una nueva gira, Goñi planteó a su compañía discográfica la posibilidad de grabar un álbum en Irlanda con Glossop como productor. Sin embargo, Warner Music propuso realizar un segundo básico con una banda integrada en su mayoría por músicos ingleses e irlandeses. El resultado, Básico 2, incluyó versiones en acústico de canciones publicadas en sus dos anteriores discos y acompañadas por una instrumentación de música celta, además de temas inéditos como «Besaré el suelo», que Goñi compuso para la cantante Luz Casal, y «Una lluvia violenta y salvaje», que narra el asesinato del concejal de Ermua Miguel Ángel Blanco a manos de ETA el 13 de julio del mismo año.

### Sur,8:30 a.m.yMestizo(2000—2006)
Tras una extenuante gira que finalizó en octubre de 1998, Goñi decidió tomar un descanso musical durante dos años, en los que aprovechó para crear su propio sello discográfico, Nena Records, y su propio estudio de grabación, Estudios Mojave, en La Eliana, a imagen y semejanza de los Groove Master Studios propiedad del músico Jackson Browne en el cual grabó Calle Mayor. En otoño de 2000 publicó Sur, un álbum que contó nuevamente con Mick Glossop como productor musical y que incluyó canciones definidas por el propio Goñi como «sonidos que envuelven las historias de seres anónimos que sobreviven diariamente a la amenaza de la desesperación, un puñado de personajes que se han quedado sin plaza en el Edén».
El álbum, que incluyó un mayor uso de loops e introdujo elementos instrumentales árabes en canciones como «Tierra baldía», supuso un alegato de Goñi en favor de la integración cultural, un tema que profundizó once años después en el álbum Argán. Según el propio Goñi: «Parto de la base de que no debería haber fronteras ni países. Debería haber diferentes regiones en el mundo donde las cosas fueran de una manera o de otra pero que hubiera una única constitución para todos. Pura utopía, indudablemente, pero es así como lo creo». El álbum obtuvo buenas críticas musicales. Al respecto, Fernando Martín escribió en El País: «Tras cuatro años de silencio discográfico, Carlos Goñi vuelve por donde solía con otro catálogo de estándares de impecable factura en clave de rock con sabor americano». Además, Promusicae certificó el álbum como disco de platino, mientras que el primer sencillo, «San Pedro», alcanzó el primer puesto en la lista de éxitos de 40 Principales.

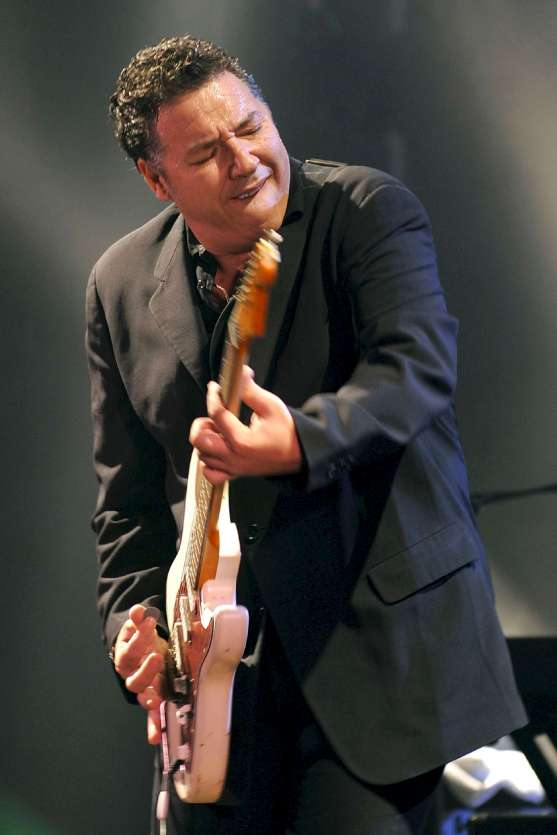
Carlos Goñi en concierto en 2009.

Su sexto disco de estudio, 8:30 a.m., publicado en 2002, supuso un cambio en el estilo musical con respecto a trabajos anteriores, con influencias de géneros como el bolero en el primer sencillo, «Eso de saber». Supuso el primer álbum autoproducido por el propio Goñi y reflejó un cambio en el patrón musical, al dejar de componer durante las noches y comenzar a hacerlo a primera hora del día. Además, volvió a tratar temas sociales como la violencia de género en «Lo que Ana ve» y el abandono animal en «Odio».
En conmemoración de los quince años de la trayectoria musical de Revólver, Warner Music remasterizó y reeditó los cinco álbumes de estudio del grupo con temas extra, posteriormente recopilados en el álbum Rarezas. De forma paralela se publicó Grandes éxitos, el primer álbum recopilatorio de la discografía del grupo, que incluyó dos nuevas canciones: una versión del tema de José Feliciano «Qué será» y una versión en español de la canción «Old Time Rock 'n Roll», popularizada por Bob Seger. 
Dos años después publicó Mestizo, un álbum que incluyó canciones basadas en una estructura de guitarra eléctrica, bajo y batería, lo que otorgó al álbum un sonido más roquero y potente con influencias de Lou Reed, Deep Purple y Dick Wagner. Ligado al sonido, gran parte de las canciones incluyeron mensajes críticos contra aspectos como la telebasura en «Planeta Prozac», el racismo en «Mestizo», la vida en la ciudad en «Lecho de rosas» y el desastre del Prestige en «Olas muertas». A pesar de una escasa promoción, Mestizo fue el primer disco de Revólver nominado a un Grammy Latino en la categoría de mejor álbum de rock vocal y alcanzó el puesto siete en la lista de discos más vendidos de España, elaborada por Promusicae.
Tras una nueva gira de promoción, Goñi grabó un tercer básico en diciembre de 2005 con una orientación hacia el folk. El resultado, Básico 3, incluyó versiones en acústico de canciones de sus tres anteriores discos de estudio, así como dos canciones nuevas, «Marineros varados» y «Todo aquello que jamás seré». El concierto contó con la colaboración de Enrique Bunbury, Mikel Erentxun, Álvaro Urquijo y Sasha Sokol, y alcanzó el puesto tres en la lista de discos más vendidos de España, elaborada por Promusicae.

### 21 gramos,ArgányEnjoy(2008—2013)
El 16 de septiembre de 2008, precedido por el estreno dos meses antes del primer sencillo, «Tiempo pequeño», Revólver publicó 21 gramos, un álbum nuevamente autoproducido en el que Goñi tocó la mayoría de los instrumentos. Gran parte de las canciones de 21 gramos, que incluye un sonido «más reflexivo y tranquilo» según el propio Goñi, surgieron tras ver la película Lugares comunes, protagonizada por Federico Luppi. Según relató Goñi: «Una de mis películas favoritas es Lugares comunes, que va de un profesor que da una última clase magistral porque le echan. Y de repente suelta una frase: «No se preocupen porque la experiencia les va a dar tristeza y el conocimiento provoca mucho dolor». Aquello me dejó tocado, y al día siguiente de verla me puse a escribir».
El álbum, que contó con arreglos de cuerda y letras más intimistas y reflexivas, lejos de la denuncia social de Mestizo, obtuvo buenas críticas de la prensa musical. Al respecto, Juanjo Ordás definió el disco en la revista Efe Eme como «magistral» y comentó: «No olvidemos que Goñi está dando ahora lo mejor, no hay más que prestar atención a la triada formada por «Clarisa», «Y pasa el tiempo» y «Tiempo pequeño»». Además, el álbum alcanzó el puesto siete de la lista de discos más vendidos en España, elaborada por Promusicae, la semana del 21 de septiembre y estuvo diecisiete semanas en lista.
El 9 de septiembre de 2008, comenzó a la gira de promoción de 21 gramos en Muchamiel, Alicante, que le llevó a participar en el festival BAFIM de Buenos Aires y ofrecer dos conciertos en Argentina y Chile. Coincidiendo con sus conciertos en Sudamérica, el 15 de noviembre Warner Music publicó Que veinte años no es nada, un sumario de sus veinte años de carrera formado por cuatro CD con canciones inéditas y un concierto ofrecido en el Cuartel del Conde-Duque, Madrid, el 21 de julio de 2006, además de dos DVD con los videoclips y el concierto «Entre amigos», ofrecido en el Club Nokia Beat. El recopilatorio alcanzó el puesto 35 en la lista de discos más vendidos de España.

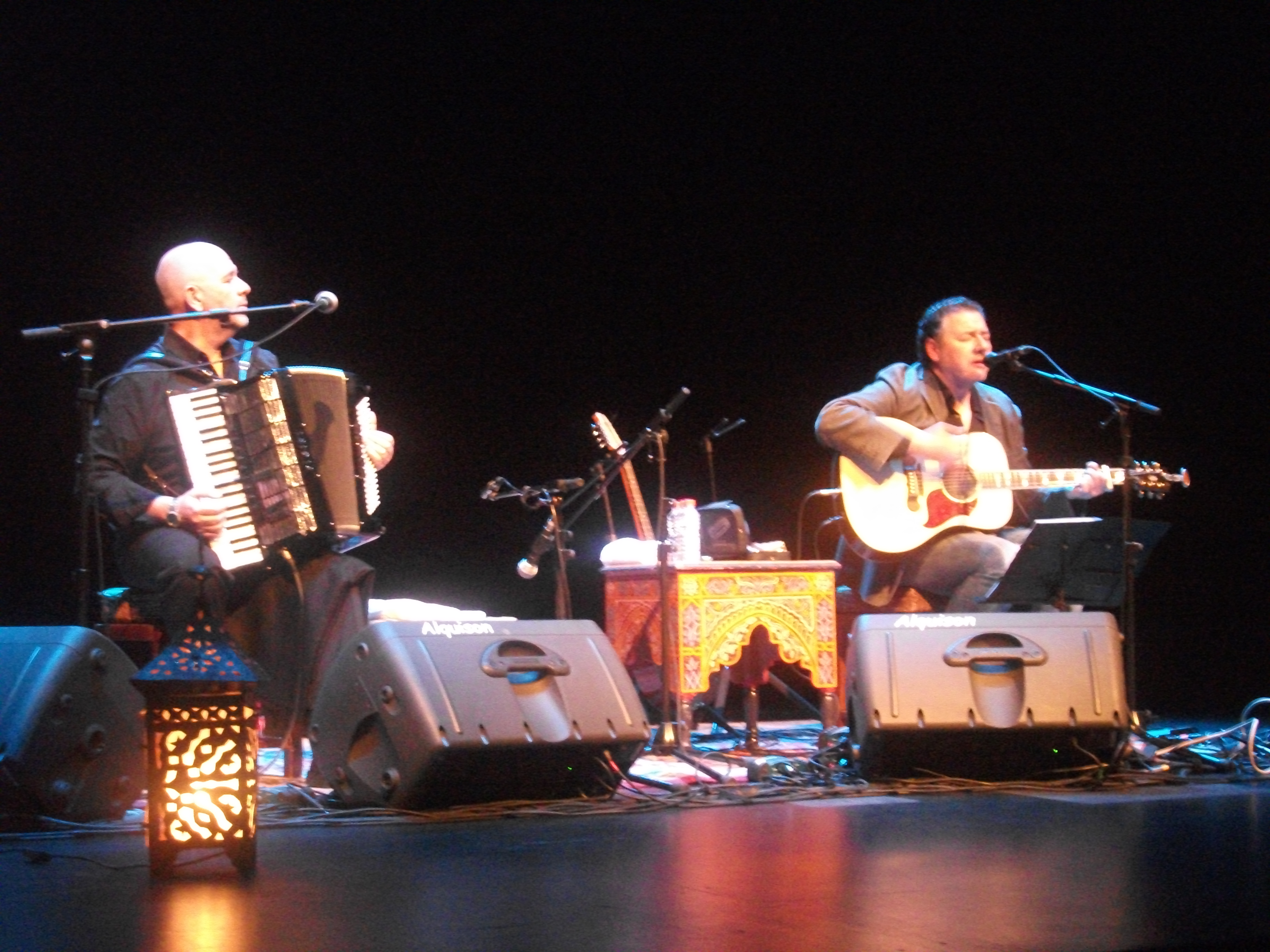
Cuco Pérez y Carlos Goñi en concierto en el Valey Centro Cultural de Piedras Blancas, Asturias el 14 de abril de 2012, durante la gira de Argán.

Después de viajar durante cuatro años a distintos lugares de África con especial interés en su cultura, Goñi comenzó a grabar su noveno álbum de estudio en Marrakech en noviembre de 2010. Rodeado de músicos locales, y con el adelanto de la canción «Quiero aire» como primer sencillo el 15 de febrero en Cadena 100, Argán supuso un punto de inflexión en la carrera musical de Revólver al fusionar el sonido habitual del grupo con música africana e incluir adaptaciones de letras en árabe en canciones como «Quiero aire», «Manos arriba» y «Lo que me hace feliz».
El álbum, publicado el 29 de marzo de 2011, obtuvo un buen reconocimiento de la prensa musical. Al respecto, Eduardo Tébar escribió en Efe Eme: «El nuevo trabajo de Revólver incorpora armonías árabes y asume de lleno la tromba de sonoridades de la tierra mahometana. Tarea compleja, pues Argán, a pesar de todo, es una obra de rock. De rock exótico, multicultural, que mantiene y preserva el estilo clásico de Revólver». A nivel comercial, el álbum alcanzó el puesto seis en la lista de discos más vendidos de España, elaborada por Promusicae.
Tras varias presentaciones de Argán en tiendas Fnac, Goñi inició una nueva gira a nivel nacional el 30 de abril en el Real Teatro de las Cortes de San Fernando (Cádiz), alternando conciertos eléctricos en su primera parte y conciertos acústicos en teatros al final de la gira, con una formación reducida y formada por Cuco Pérez al acordeón y Amine Hadag en los coros de «Quiero aire», «Manos arriba» y «Lo que me hace feliz».
A los pocos meses de finalizar la gira de promoción de Argán, Goñi formó Comité, un proyecto paralelo a Revólver con el que rescató canciones de su etapa en el grupo Comité Cisne. El proyecto incluyó la regrabación de temas como «Ana Frank» y «Licor», publicados como EP digital en iTunes, y una gira de conciertos acompañado de Julián Nemesio y Manuel Bagües que comenzó el 26 de octubre en la Sala República de Mislata, Valencia.
A comienzos de 2013, anunció la grabación de Enjoy, un concierto eléctrico que tuvo lugar en la sala Joy Eslava el 21 de febrero y que contó con la participación del cantante Miguel Ríos. El álbum, que supuso la primera publicación oficial de un concierto eléctrico de Revólver, tras una serie de tres conciertos acústicos bajo la fórmula de Básicos publicados entre 1993 y 2006, fue programado para publicarse el 28 de mayo. Sin embargo, una fractura del brazo derecho fruto de una caída al inicio del primer concierto de la gira en Nambroca, Toledo el 11 de mayo obligó a Goñi a posponer las fechas de su gira y la publicación de Enjoy hasta el 27 de agosto.

### Babilonia,CapitolyBásico IV(de 2013 en adelante)
El 28 de mayo de 2013, Revólver fue galardonado con el Premio No.1 otorgado por Cadena 100 junto a otros músicos como Manolo García, Alejandro Sanz, Jamie Cullum y Melendi. Tras finalizar la gira de promoción de Enjoy, Goñi comenzó a grabar Babilonia, un álbum «duro para tiempos duros pero con esperanza», según el propio músico, y publicado el 10 de febrero de 2015. El álbum, grabado en formato trío junto a Bagües y Nemesio, fue precedido por el sencillo «Entre las nubes», publicado en diciembre de 2014.
En 2017 publicó Capitol, un álbum compuesto en su mayoría en el hotel Capitol de la Gran Vía madrileña que, según Goñi, «narra lo que sucedió de piel para adentro», en contraposición a la denuncia social de Babilonia. La gira de Capitol fue seguida de otra serie de conciertos en conmemoración del 25º aniversario del lanzamiento de Básico que comenzaron el 16 de febrero de 2018 en el auditorio Niemeyer de Avilés (Asturias) y finalizaron el 23 de enero de 2019 con la grabación de Básico IV en el teatro Circo Price de Madrid. A continuación, en ese mismo año, comenzaron otra gira en conmemoración de los 30 años de historia del grupo, iniciándose en el Teatro Nuevo Apolo de Madrid.

## Miembros
| Gira Mestizo (2004—2006) - Carlos Goñi: voz y guitarra - Ángel Celada: batería - Iñigo Goldarecena: bajo - Pau Chafer: órgano, piano y coros Gira Básico 3 (2006—2007) - Carlos Goñi: voz y guitarras - Julio Tejera: piano - Íñigo Goldaracena: bajo - Diego Galaz: violín, mandolina y guitarra acústica - Cuco Pérez: acordeón - Julián Nemesio: batería Gira 21 gramos (2008—2010) - Carlos Goñi: voz y guitarras - Vicente Huma: guitarra - Julio Tejera: piano y teclados - Íñigo Goldaracena: bajo - Manuel Bagües: bajo - Cuco Pérez: acordeón - Julián Nemesio: batería Gira Argán (2011—2012) - Carlos Goñi: voz y guitarras - Manuel Bagües: bajo - Julián Nemesio: batería - Cuco Pérez: acordeón - Redouane Hamani: voz en árabe | Gira Enjoy y Babilonia (2013—2015) - Carlos Goñi: voz y guitarras - Manuel Bagües: bajo - Julián Nemesio: batería Gira Capitol (2017) - Carlos Goñi: voz y guitarras - Manuel Bagües: bajo - Carlos Sánchez: batería - Josué Santos: piano y saxofón - Pau Álvarez: piano Gira 25 años de Básico (2018-2019) - Carlos Goñi: voz y guitarras - Manuel Bagües: bajo - Carlos Sánchez: batería - Cuco Pérez: acordeón |

Gira Básico 4 (2020)
- Carlos Goñi: voz y guitarras
- Manuel Bagües: bajo
- Miguel Giner : batería
- Julio Tejera: piano

|}

## Discografía
- 1990: Revolver
- 1992: Si no hubiera que correr
- 1993: Básico
- 1995: El dorado
- 1996: Calle mayor
- 1997: Básico 2
- 2000: Sur
- 2002: 8:30 a.m.
- 2002: Rarezas
- 2002: Grandes éxitos
- 2004: Mestizo
- 2006: Básico 3
- 2008: 21 gramos
- 2010: Que veinte años no es nada
- 2011: Argán
- 2013: Enjoy
- 2015: Babilonia
- 2017: Capitol
- 2019: Básico IV
- 2023: Adictos a la euforia
- 2024: Playlist